# Maureen Drake
Maureen Drake (ur. 21 marca 1971 w Toronto), kanadyjska tenisistka.
Najwyższy ranking WTA w grze singlowej osiągnęła we wrześniu 1999 roku i było to miejsce 47, natomiast w grze deblowej, w październiku 2006 roku – miejsce 77.
W 1999 roku w Australian Open doszła do czwartej rundy turnieju głównego. Potem, przez dziesięć lat, żadnej z zawodniczek kanadyjskich nie udało się powtórzyć tego wyczynu w rozgrywkach wielkoszlemowych aż do 2009 roku, kiedy to Aleksandra Wozniak osiągnęła czwartą rundę we French Open.
Maureen Drake obecnie jest trenerką w Greenwin Tennis Club.

## Finały turniejów WTA
| Legenda                | Legenda |
| ---------------------- | ------- |
| Wielki Szlem           |         |
| Igrzyska olimpijskie   |         |
| WTA Tour Championships |         |
| 1988 – 2008            |         |
| Kategoria I            |         |
| Kategoria II           |         |
| Kategoria III          |         |
| Kategoria IV           |         |
| Kategoria V            |         |

### Gra podwójna
| Końcowy wynik | Nr | Data             | Turniej  | Nawierzchnia | Partnerka       | Przeciwniczki               | Wynik finału |
| ------------- | -- | ---------------- | -------- | ------------ | --------------- | --------------------------- | ------------ |
| Finalistka    | 1. | 28 września 1997 | Surabaya | Twarda       | Renata Kolbovic | Kerry-Anne Guse Rika Hiraki | 1:6, 6:7     |

## Wygrane turnieje rangi ITF
| turnieje z pulą nagród 100 000 $ |
| turnieje z pulą nagród 75 000 $  |
| turnieje z pulą nagród 50 000 $  |
| turnieje z pulą nagród 25 000 $  |
| turnieje z pulą nagród 15 000 $  |
| turnieje z pulą nagród 10 000 $  |

### Gra pojedyncza
|    | Data       | Turniej        | Kat. | ($)    | Naw.   | Finalistka            | Wynik         |
| 1. | 22/02/1993 | Miami          | ITF  | 25 000 | twarda | Beverly Bowes-Hackney | 4:6, 7:5, 6:1 |
| 2. | 27/06/1994 | Columbia       | ITF  | 10 000 | twarda | Annie Miller          | 6:3, 6:3      |
| 3. | 31/07/1995 | Mississauga    | ITF  | 25 000 | twarda | Kori Davidson         | 6:4, 6:0      |
| 4. | 26/04/1998 | Industry Hills | ITF  | 25 000 | twarda | Lilia Osterloh        | 6:4, 6:4      |
| 5. | 22/11/1998 | Caracas        | ITF  | 25 000 | twarda | Vanessa Menga         | 6:1, 6:2      |
| 6. | 31/03/2002 | Lawrenceville  | ITF  | 25 000 | twarda | Teryn Ashley          | 6:3, 6:4      |